# Івченко Дмитро Валерійович
Івченко Дмитро Валерійович (нар. 12 жовтня 1973, Луганськ) — директор 5-тої міської лікарні (статус заперечується[⇨]), доктор медичних наук, ортопед-травматолог, професор,  є автором 180 наукових публікацій та 10 раціоналізаторських пропозицій. Масово звинувачується у корупції[⇨].

## Життєпис
Народився 12 жовтня 1973 року.

### Освіта
У 1990 вступив в Луганський державний медичний університет, який закінчив у 1996 році з «відзнакою».
У 2003 написав та захистив кандидатську дисертацію «Течение и лечение хронического остеомиелита длинных костей верхней конечности».
У 2004 йому надавати вчене звання доцента.
У 2006 вступив в Міжрегіональну академію управління персоналом, яку закінчив у 2008 захистом курсової роботи, після чого було присвоєно спеціальність – спеціаліст управління персоналом і міжнародна економіка.
У 2003 захистив дисертацію та був зарахований на конкурсній основі на кафедру травматології, ортопедії та військової хірургії асистентом
У 2010 захистив докторську дисертацію «Реконструктивно-відновні операції при пухлиноподібних захворюваннях та доброякісних пухлинах кісток кінцівок із використанням біологічної гідроксиапатитної кераміки легованою мікроелементами». 
У 2011 йому надано вчене звання професора.
У 2012 на засіданні вченої ради Луганського державного медичного університету йому було надано звання професор. 
У 2014 році на конкурсній основі був обраний вченою радою Луганського державного медичного університету завідувачем кафедри ортопедії, травматології. Відтоді, під його керівництвом було захищено 2 кандидатські дисертації.
У 2014 був атестований на першу категорію по організації охорони здоров’я, а у 2018 році на вищу категорію. 
У 2018 році працював заступником головного лікаря у медичному центрі Т. Луговської в Дніпрі.

### Трудова діяльність
З 1997 по 1999 роки працював травматологом в травмопункті Центральної міської лікарні міста Краснодон (нині Сорокине), куди його було направлено за розподілом.
З 1999 по 2000 р. працював завідувачем цього травмопункту
У 2003 був асистентом кафедри. 
У 2006 був доцентом кафедри.
У 2007 році призначений головним ортопедом-травматологом Головного управління охорони здоров’я Луганської обласної державної адміністрації.
З 22 січня 2015 по 4 грудня 2018 працював в Запорізькому державному медичному університеті професором кафедри травматології та ортопедії.
З 2016 є постійним членом спеціалізованої вченої ради Інституту травматології та ортопедії Академії медичних наук України.
З 2016 по березень 2018 був головним позаштатним ортопедом-травматологом Департаменту охорони здоров’я Запорізької обласної державної адміністрації.
4 грудня 2018 став директором 5-тої міської лікарні.

### Нагороди
У 2009 році був нагороджений грамотою Луганської обласної державної адміністрації за вагомий внесок у розвиток ортопедо-травматологічної служби Луганської області.

## Звинувачення у злочинах

### 2014
Був занесений у базу Миротворець за кваліфікацією "Пособник терористів" через звинувачення у пожертвуванні ополченцям "ЛНР" боєприпасів на суму 500 тисяч гривень через відповідне повідомлення на сайті «Новорос.Info». На брифінгу 2019 відмовлявся відповідати на питання журналістів з цього приводу, сказавши, що їм слід звернутися до СБУ.

### 2019
ЗМІ «Заноза» та «Акцент» повідомляли про "грубі маніпуляції" під час проведення конкурсу на пост директора та про навмисне завищення ціни операції шляхом проведення складніших методів лікування, ніж потрібно.

### 2020
У річній декларації за 2019 рік Дмитро Івченко вказав 2 автомобілі: BMW X5, 2009 і 2017 року випуску. Проте, у декларації 2020 року немає ні автомобіля, ні доходу з його продажу. За цим фактом ГО «Громадянське суспільство ЮА» звернулося до НАЗК, які мають перевірити декларації

### 2023
28 лютого 2023 т.в.о. міського голови Запоріжжя Анатолій Куртєв підписав розпорядження про відсторонення Івченка Д. В. від виконання службових повноважень», який передбачав звільнення Дмитра Івченка з посади директора та тимчасового призначення Петра Риженка на цю посаду. Прибулий в лікарню заступник міського голови Анатолій Васюк роз'яснив, що це рішення пов'язано з його корупційною діяльністю.